# 파르마 햄
파르마 햄(Parma+ham, 이탈리아어: prosciutto di Parma 프로슈토 디 파르마[*])은 이탈리아의 햄이다. 건식염지 생햄인 프로슈토의 일종으로, 파르마 지역에서 생산된다.

## 이름
이탈리아에서는 "파르마 햄"이라는 뜻인 프로슈토 디 파르마(이탈리아어: prosciutto di Parma)로 불린다. 이탈리아어 "프로슈토(prosciutto)"는 "햄"을 뜻하는 명사이며, "디(di)"는 "~의"라는 뜻의 전치사이다.

## 사진

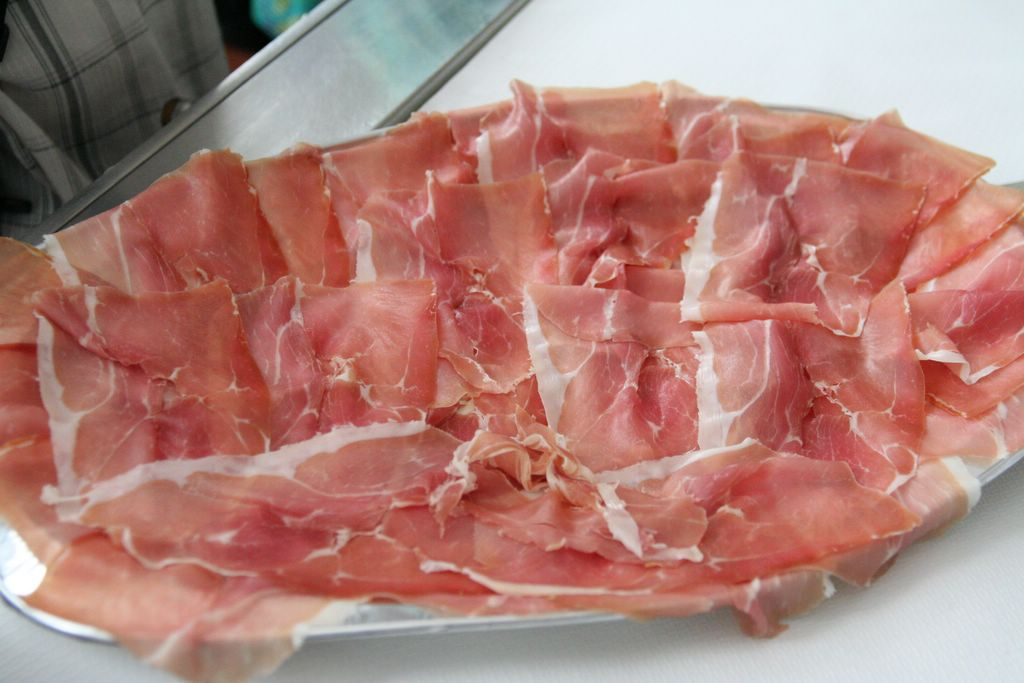
파르마 햄

## 같이 보기
- 살루메